# Chora, Me Liga
"Chora, Me Liga" é uma canção da dupla sertaneja João Bosco & Vinícius, lançada em 2009. A canção foi extraída do álbum Curtição, e foi contada como o segundo single do álbum. Em 2011, a canção foi escolhida para fazer parte da trilha sonora da novela Morde & Assopra, exibida pela Rede Globo.

## Antecedentes e composição
Em uma entrevista ao blog Universo Sertanejo, Euler Coelho, compositor da música, revelou que nenhuma gravação da canção além da feita pela dupla João Bosco & Vinícius foi autorizada. A música poderia fazer parte do repertório da dupla Bruno & Marrone, mas a experiência de Euler, que também é empresário e produtor, viu que a música "foi feita" para a dupla João Bosco & Vinícius: nas vozes de Bruno & Marrone provavelmente seria apenas mais uma.
O produtor Dudu Borges divulgou um vídeo em seu canal oficial no Youtube onde o empresário e compositor Euler Coelho conta como veio a ideia para a criação da letra de 'Chora, Me Liga', que por sinal foi uma forma bem inusitada.
| “ | "Ensaboava a cabeça e usava o sabão para escrever a letra do refrão no Box" | ” |

## Lista de faixas
| Download digital no iTunes |                  |         |  |
| N.º                        | Título           | Duração |  |
| 1.                         | "Chora, Me Liga" | 4:09    |  |

## Desempenho comercial
Carro chefe do CD "Curtição" e com certeza o maior sucesso da carreira, no ano de 2009 quando foi apresentada ao Brasil, a música foi a mais executada entre todas as rádios brasileiras. Um ano depois, foi divulgada pelo ECAD como a música mais executada em shows no ano. Na época, a lista foi liderada por duplas do chamado sertanejo universitário, como Victor & Leo ("Borboletas" e "Deus e Eu no Sertão"), Fernando & Sorocaba ("Paga Pau") e César Menotti & Fabiano ("Tarde Demais"). O sertanejo tradicional tem presença com Bruno & Marrone, Zezé Di Camargo & Luciano e Leonardo. Em 2010, a canção venceu o Prêmio de Música Digital na categoria de Música Mais Vendida.
Pela primeira vez uma música brasileira ficou no TOP 10 da Argentina e Paraguai, segundo críticos no assunto foi a maior música que existiu no chamado novo sertanejo ("universitário"), realmente uma canção para ficar na história.

## Outras versões
Vários artistas do nordeste regravaram a música pela sua letra e melodia. Também ganhou uma versão em pagode (Pique Novo), uma versão em reggaeton (Ana Castela e Chris no Beat), remixes e até versão dance (Richard Cabrera feat. Victoria). Já no exterior a música foi regravada por várias personalidades, abaixo segue uma parte destes artistas:
- Grupo Play
- Alejandro Palacio
- Oscar Bonilla
- Andy
- Sonido Professional
- La Champions Liga
- Los Palmeras

## Desempenho nas paradas
| Paradas (2009-2010)                  | Melhor Posição |
| ------------------------------------ | -------------- |
| Brasil - (Billboard Hot 100 Airplay) | 4              |

## Prêmios e indicações
| Ano  | Prêmio                   | Categoria           | Resultado |
| ---- | ------------------------ | ------------------- | --------- |
| 2010 | Prêmio de Música Digital | Música Mais Vendida | Venceu    |